# Villar y Velasco
Villar y Velasco är en kommun i Spanien.   Den ligger i provinsen Provincia de Cuenca och regionen Kastilien-La Mancha, i den centrala delen av landet, 120 km öster om huvudstaden Madrid. Antalet invånare är 104. Arean är 61 kvadratkilometer. Villar y Velasco gränsar till Abia de la Obispalía.
Terrängen i Villar y Velasco är huvudsakligen kuperad, men åt nordost är den platt.